# Нагано
Нагано (на японски: 長野県, по английската Система на Хепбърн Nagano-ken, Нагано-кен) е една от 47-те префектури на Япония, разположена е в централната част на страната на най-големия японски остров Хоншу. Нагано е с население от 2 215 973 жители (16-а по население към 1 март 2003 г.) и има обща площ от 13 585,22 км² (4-та по площ). Едноименният град Нагано е административният център на префектурата. В Нагано са разположени 19 града.
През 1998 г. в Нагано се провеждат XVIII Зимни олимпийски игри.